# Csontház

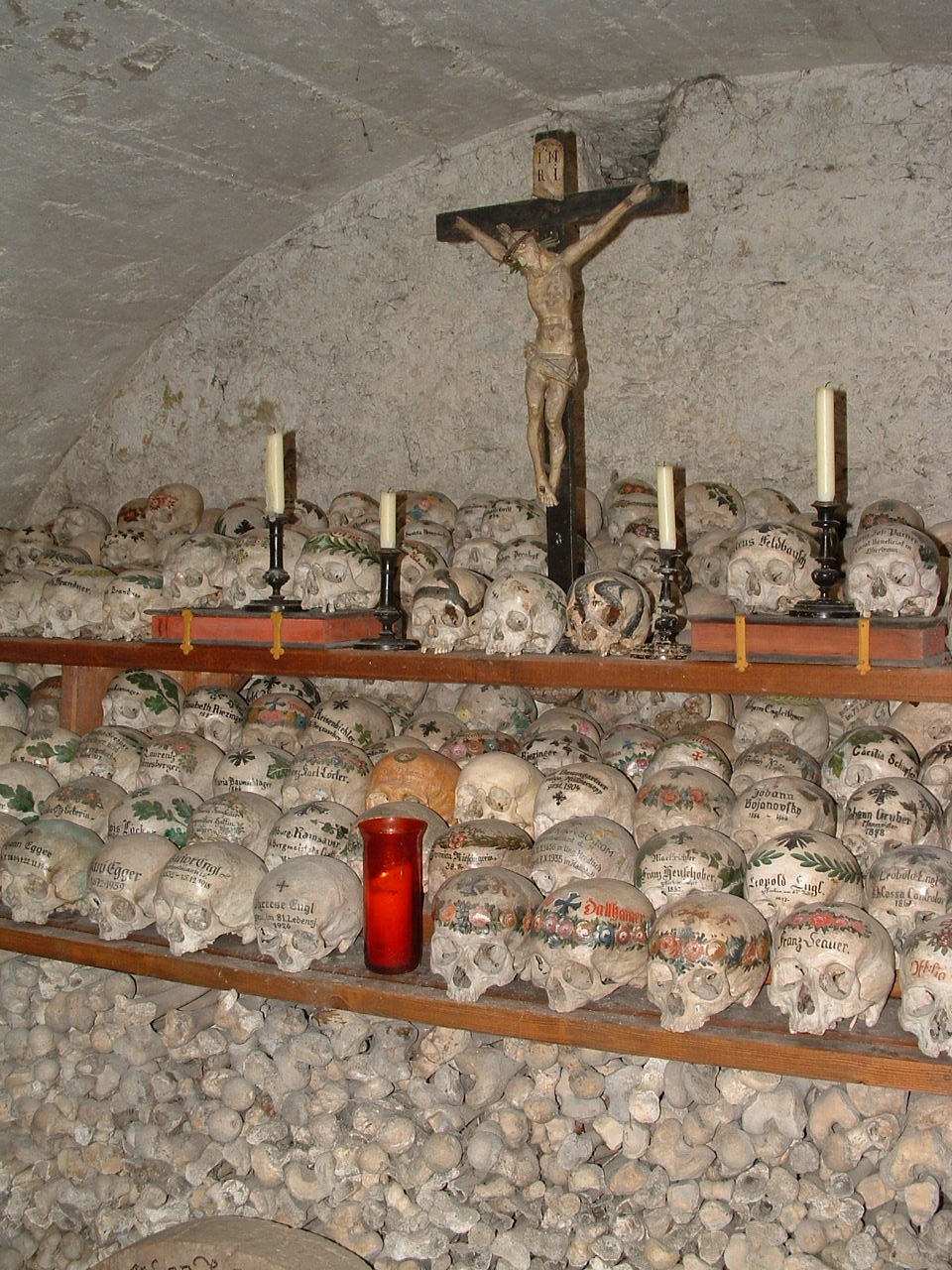
Csontház, Hallstatt, Ausztria

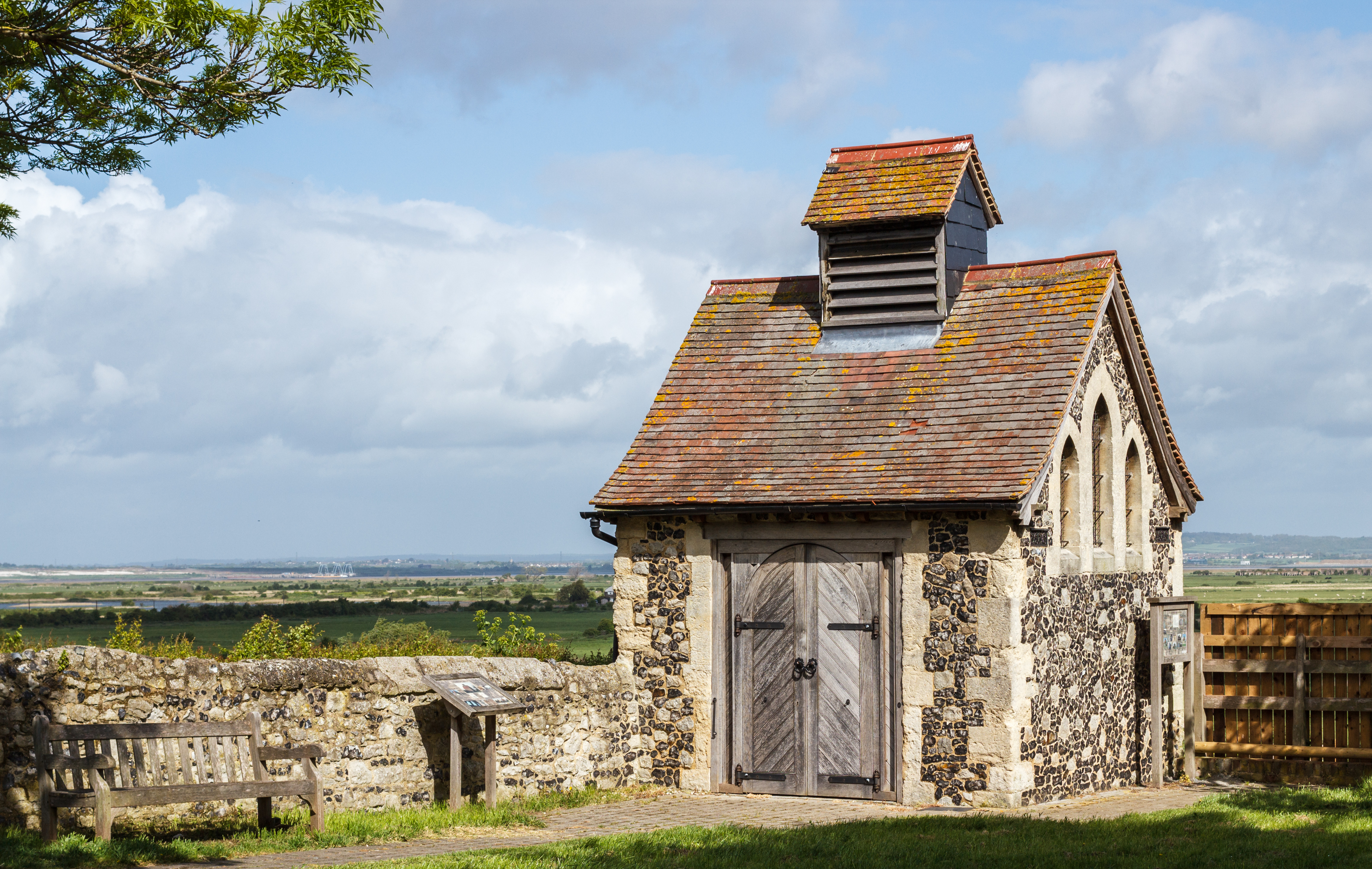
A cliffe-i Saint Helens-templom csontháza (Kent, Anglia)

Csontház vagy osszárium, csontkamra (latinul: ossarium) a középkorban a temetőkben emelt, illetve ásott kisebb, kápolnaszerű épület (illetve gödör), amelybe az új sírok ásásakor a temető szentelt földjében talált csontokat hányták. Mivel a régi temetők legtöbbször a templomok körül terültek el, a csontházat igen gyakran hozzáépítették a templomhoz. Egyes  templomok minden külső gyámpillére között alul egy-egy kis csontházat alakítottak ki, de vannak tejesen különálló csontházak is.

## Felépítése
Egyik oldalukat rendesen sok apró nyílással törték át, hogy a csontokat kívülről látni lehessen. A magyarországi csontházak többsége különálló, rendesen kör alakú alaprajzú épület kis apszissal.
A latin ossarium elnevezést azon kriptákra és termekre is használják, ahol nagy mennyiségű csontmaradványt halmoztak fel. Efféle építményeket több középkori és újkori templomban alakítottak ki, többek között Pozsonyban a Szlovák Nemzeti Felkelés terén álló templomromban, Brnóban és másutt.
Oss(u)arium az ókori Itália kora vaskori népeinél használt hamvvedrek elnevezése is. Ezek általában agyagból készültek; két legjellegzetesebb típusuk a kerek, ház alakú és az egymásra fordított kettős kúp alakú (bikonikus) ossarium.

## Fajtái
Dan Brown amerikai író 2000-ben megjelent Angyalok és démonok című regényében démonlyuk (buco diavolo) néven említi a csontkamrák más temetkezőhely, főleg kápolna alakított fajtáját. Ezek létrehozása olyankor válhatott szükségessé, amikor egy-egy embercsoport (például család) hagyományosan ugyanoda temetkezett, és a halottak, illetve csontok mennyisége túllépte az adott építmény befogadóképességét. Ilyenkor kétszintes temetkezésre tértek át, és a csoport kevésbé megbecsült tagjainak maradványait a felépítmény alatti üregbe dobálták le egy aknán — a két temetkezőhelyet összekötő akna volt eredetileg a démonlyuk, majd az elnevezés átragadt magára az alsó sírkamrára is. Az alsó szintet fedő kerek kőlap a cupermento (fedél).